# Cueva de la Olla (sítio arqueológico)

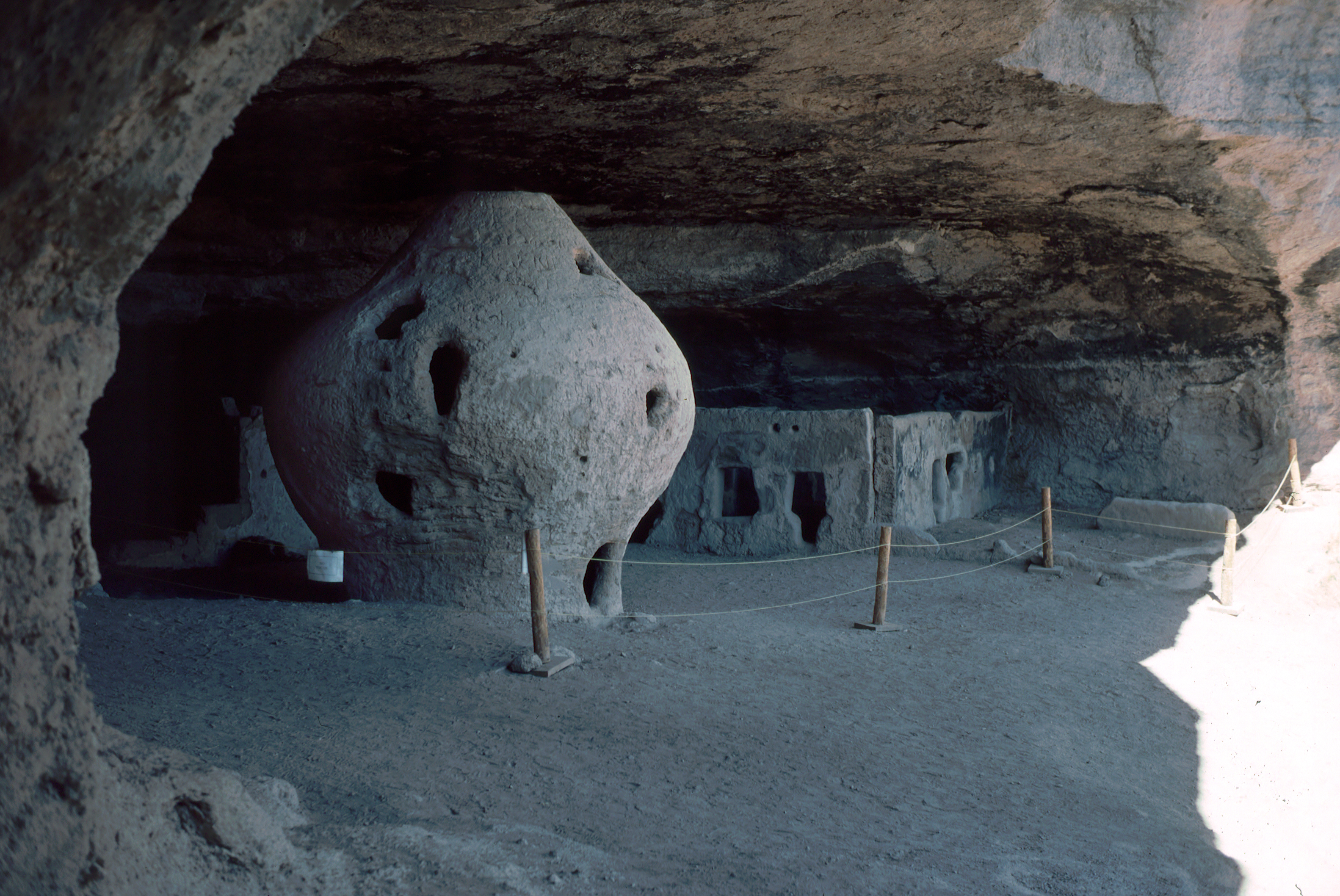
Cueva de la Olla - Sítio Arqueológico

Cueva de la Olla é um sítio arqueológico situado no noroeste do estado de Chihuahua.
Uma das particularidades do Valle de las Cuevas é a presença de um local onde uma sequência de ocupação humana muito longa foi detectada. Grupos humanos que viviam na região usavam uma variedade ancestral de milho, datando aproximadamente de 5500 a.C.
Devido ao inverno frio, houve a necessidade de armazenar alimentos, por isso construíram o celeiro que ainda pode ser visto, embora muito deteriorado.